# Casa caserna

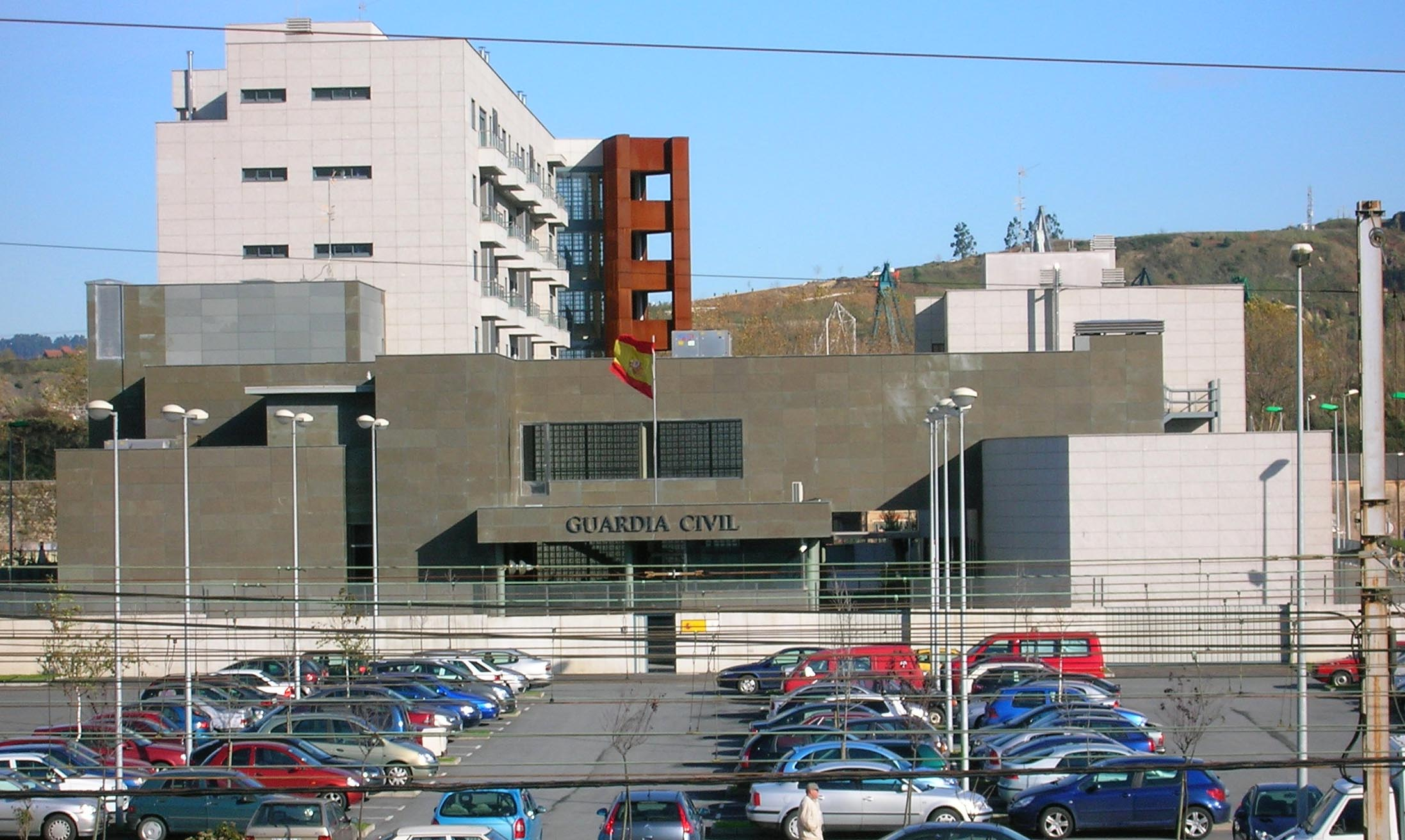
Una casa caserna de la Guàrdia Civil..

Una casa caserna és una instal·lació militar on el personal destinat allí desenvolupa tant la seva labor professional com la seva vida privada, normalment al costat de les seves famílies. A Espanya, la Guàrdia Civil va treballar i va viure durant molts anys en aquest tipus d'instal·lacions a les que popularment s'anomenaven cuartelillos, sobretot quan són petites per estar en localitats apartades.
Aquestes instal·lacions han estat tradicionalment un dels objectius escollits per l'organització ETA, que ha atemptat contra elles 89 cops, causant 33 morts. Els atemptats més greus van ser el de la casa caserna de Saragossa, en 1987, i el de la de Vic (Osona), en 1991, que van causar 11 i 9 morts, respectivament.